# Marcel Bataillon
Marcel Bataillon (Dijon, 20 de mayo de 1895 – París, 4 de junio de 1977) fue un hispanista francés, autor de Erasmo en España, en el contexto de la literatura, la espiritualidad y la evolución intelectual en la España del siglo XVI.

## Trayectoria
Hijo de Marie-Henriette Wahl y el biólogo Eugène Bataillon, finalizó estudios universitarios hispánicos en 1920, que luego amplió en la Escuela Normal Superior de París y la Casa de Velázquez. Tras su paso por la universidad de Lisboa, trabajó en la Universidad de Argel y luego en la Sorbona, donde dirigió el "Institut d’études hispaniques". Fue candidato por el Frente Popular en 1936. El 30 de junio de 1941 fue detenido por la Gestapo e internado en el campo de Compiègne, siendo liberado el 22 de agosto, gracias a la intervención del historiador Le Roy Ladurie. Concluida la contienda, en 1945, entró en el "Collège de France", donde llegó a ocupar el cargo de administrador entre 1955 y 1965, y durante veinte años la cátedra de lenguas y literaturas de la península ibérica y Latinoamérica. También fue presidente de la Asociación Internacional de Hispanistas entre 1965 y 1968, y de la de Americanistas y de la de Literatura Comparada, entre otras instituciones. Fue el primer presidente de la "Sociedad de Hispanistas Franceses" y el segundo presidente de la "Asociación Internacional de Hispanistas".
En el Centro de Estudios Históricos contactó con personajes como Ramón Menéndez Pidal, Américo Castro, Antonio Machado y Alfonso Reyes, entre otros muchos intelectuales y especialistas. Tradujo al francés En torno al casticismo de Miguel de Unamuno (L’Essence de l’Espagne, 1923) y Facundo, civilización y barbarie, del político y escritor argentino Domingo Faustino Sarmiento (1934). Así mismo, dirigió dos revistas clave en el panorama del hispanismo: el Bulletin hispanique y la Revue de littérature comparée. Fue miembro de la Sociedad Hispánica de América de Nueva York; y en 1974 fue distinguido con el Premio Internacional Alfonso Reyes.

## Obra

### Erasmo y España
Bataillon ejerció la inmensidad de su saber humanístico en el estudio de Erasmo de Róterdam, al cual consagró su tesis en 1937 —Érasme et l'Espagne, recherches sur l'histoire spirituelle du XVIe siècle— y del movimiento humanístico al que dieron lugar sus obras, en especial en la España del siglo XVI. Emprendió este estudio en los años veinte del pasado siglo hasta la publicación de su Erasmo y España en 1937, en plena guerra civil española, siendo muy alabada por Antonio Machado y por Américo Castro. Esta obra solo fue bien evaluada posteriormente, cuando puesta al día por su autor y traducida ya al español pudo salir de las prensas mexicanas del Fondo de Cultura Económica, corregida y aumentada, en 1950.
En esta tesis, sostenía que "España, predispuesta por corrientes iluministas a comprender el espiritualismo del Enchiridion, había sido un país singularme acogedor, bajo Carlos V, del evangelismo erasmiano y a su alegato en favor del culto del espíritu; que en España, donde la mayor parte de los miembros de las órdenes mendicantes se habían apresurado, al igual que los teólogos de la Sorbona, a acusar a Erasmo, una élite eclesiástica y monástica no había temido hacerse eco del 'monacatus non est pietas' como un aviso contra todo formalismo petrificado". Un erasmismo que tuvo eco amplificado en la época de Felipe II, por frailes católicos como Luis de Granada, Luis de León.
En el Erasmo y España de 1950, aparecía un apéndice sobre "Erasmo y el Nuevo Mundo". Fue el punto de partida de los importantes trabajos americanistas de Marcel Bataillon sobre Vasco de Quiroga, Juan de Zumárraga, sobre los conquistadores y los cronistas de la conquista, cuyo remate fueron sus estudios sobre Bartolomé de las Casas, el defensor de los indios: Études sur Bartolomé de las Casas y Las Casas et la défense des indiens, que fueron reunidos en volumen en 1966. La preparación de su gran libro le condujo a interesarse asimismo por el humanismo portugués y de ahí salieron una serie de artículos que vieron la luz, reunidos en libro, en 1952, en Coímbra.
Erasmo y España, "auténtica cima en la historia del hispanismo", como la calificó Eugenio Asensio en 1952, revisó la importancia de los hermanos Juan de Valdés Diálogo de doctrina cristiana de 1529) y Alfonso de Valdés (Diálogo de Mercurio y Carón), así como se Andrés Laguna (Viaje de Turquía). Bataillon ampliaría luego contenidos sobre otros trabajos de Erasmo, en Erasmo y el erasmismo, publicado en 1977, cuya segunda edición en francés no salió a la luz hasta 1991.

### Otros trabajos
Continuando su tarea investigadora como hispanista, hay que citar también su introducción a la edición bilingüe de 1958 del Lazarillo de Tormes, y sus estudios sobre la novela picaresca (Le roman picaresque de 1969). También se acercó a Cervantes y otros autores, obra recogida en Varia lección de clásicos españoles (1964). 
El método seguido por Marcel Bataillon en sus trabajos implicaba el conocimiento cabal del texto en relación con todos sus contextos. Es lo que habían ilustrado los humanistas del Renacimiento, con Erasmo y Antonio de Nebrija a la cabeza, y es lo que Bataillon recordaría en su lección inaugural del Collège de France, en 1945: 
El gran filólogo es el que posee en ese trabajo de elucidación de las obras un conocimiento perfecto de la lengua del texto, de las técnicas de escritura gracias a las cuales se nos transmite, de los usos estilísticos o de las reglas métricas a las cuales se somete, pero asimismo un conocimiento completo de la civilización a la que pertenece dicho texto, desde su religión y su filosofía hasta sus técnicas más humildes, pasando por su vida política y social.
De ahí su Defensa e ilustración del sentido literal (1967), continuación de La Celestina según Fernando de Rojas (La Celestine selon Fernando de Rojas, París: Didier, 1961). Se han traducido y reeditado, asimismo: Los jesuitas en la España del siglo XVI (2009), y Cervantes y el barroco (2014).